# Harry Potter i Czara Ognia (gra komputerowa)
Harry Potter i Czara Ognia (ang. Harry Potter and the Goblet of Fire) – czwarta część gry o Harrym Potterze. Podzielona jest na poziomy, które wybierane są z menu wzorowanego na myślodsiewni.

## Fabuła
Rozgrywka zaczyna się zaraz po finale Mistrzostw Świata w Quidditchu, gdzie trzeba jak najszybciej dostać się do świstokliku. Po drodze walczymy ze stworami zwanymi błotoryjami. Jest to swoisty tutorial, w którym gracz poznaje sterowanie. Następnie akcja przenosi się do Hogwartu, gdzie Potter zostaje wybrany na czwartego zawodnika Turnieju Trójmagicznego. Następne dwa poziomy to lekcje obrony przed czarną magią, podczas których bohaterowie poznają nowe zaklęcia: Accio i Aqua Eructo.

## Polska wersja językowa
- Jonasz Tołopiło – Harry Potter
- Marcin Łabno – Ron Weasley
- Joanna Kudelska – Hermiona Granger
- Wojciech Duryasz – profesor Albus Dumbledore
- Janusz German – Lord Voldemort
- Aleksander Bednarz – profesor Alastor „Szalonooki” Moody
- Leon Charewicz – Artur Weasley
- Adam Malecki – Cedrik Diggory
- Artur Kruczek – Wiktor Krum
- Katarzyna Kozak – Fleur Delacour
- Włodzimierz Press – Peter Pettigrew
- Mikołaj Müller – narrator